# Laugarvatn
Laugarvatn é uma localidade na Islândia. Em 2018 tinha uma população de cerca de 191 habitantes.